# Mark Udall
Mark Emery Udall, född 18 juli 1950 i Tucson, Arizona, är en amerikansk politiker (demokrat). Han var ledamot av USA:s senat från Colorado 2009–2015.
Hans släktingar inkluderar den tidigare senatorn Tom Udall från New Mexico och senatorn Mike Lee från Utah.
Udall avlade 1972 kandidatexamen vid Williams College i Massachusetts. Samma år åkte han fast för innehav av marijuana efter att polisen kontrollerade hans bil. Han dömdes till ett års villkorligt straff.
Kongressledamoten David Skaggs bestämde sig för att inte ställa upp till omval i kongressvalet 1998. Udall vann valet och representerade Colorados andra distrikt i USA:s representanthus 1999–2009.
Efter fem mandatperioder i representanthuset bestämde sig Udall för att kandidera till senaten i kongressvalet i USA 2008. Även kusinen Tom Udall blev invald i senaten 2008.
Fadern Mo Udall representerade Arizonas 2:a distrikt i representanthuset 1961–1991.
I mellanårsvalet i USA 2014 besegrades Udall av republikanen Cory Gardner.